# Eulophia coeloglossa
Eulophia coeloglossa är en orkidéart som beskrevs av Rudolf Schlechter. Eulophia coeloglossa ingår i släktet Eulophia och familjen orkidéer. Inga underarter finns listade i Catalogue of Life.